# Анкилозаври
Анкилозаврите (Ankylosaurus) са род динозаври живели през кредния период.

## Описание
Те са били едни от най-добре защитените растителноядни динозаври. Имали са костни плочки, шипове и костна бухалка на опашката. С костната бухалка, те можели да счупят костите на динозавър. Слабото им място било мекия корем. Анкилозаврите били много тежки и не можели да бягат бързо. Когато месояден динозавър ги нападнел те лягали по корем и така защитавали слабото си място. С бухалката на опашката си те били голям противник на месоядните динозаври. Дължината му е около 7 m. Главата му била ъгловата а очите му – защитени от костна броня. Изобщо анкилозаврите приличали на танкове. Тежали цели 2 тона. Били растителноядни и ходели на четири крака. Техен братовчед бил Минми – вид анкилозавър от Австралия дълъг 3 m и тежащ 60 kg.